# Nicolas Durand de Villegagnon
Pour les articles homonymes, voir Nicolas Durand (homonymie), Durand et Villegagnon.
Nicolas Durand de Villegagnon (1510 à Provins - 9 janvier 1571 à Beauvais-en-Gâtinais) est un militaire et explorateur français, fondateur de l’éphémère colonie française au Brésil nommée « France antarctique ».

## Biographie

### Ses origines
Nicolas Durand de Villegagnon est né à Provins vers 1510. Il est le fils d’un procureur du roi au bailliage de Provins. Il est élève aux collèges de La Marche et de Montaigu à Paris, en compagnie de Calvin. Il obtient ensuite sa licence de droit à Orléans.

### Carrière militaire
Sur la recommandation de son oncle Philippe Villiers de l’Isle-Adam, grand maître de l’ordre, il entre en 1531 dans l’ordre de Saint-Jean de Jérusalem et devient chevalier de Malte. Il prend part, en 1541, à l’expédition de Charles Quint contre Alger dont il relate les faits. En 1548, il commande la flotte envoyée en Écosse pour ramener à la cour de France, pour ses fiançailles au dauphin François, Marie Stuart. Il réalise alors un exploit naval considéré jusqu’alors comme impossible pour tromper la vigilance des Anglais : après le débarquement des Français à Perth, il contourne en galères l’Écosse par le nord au large des Orcades. Il descend la mer d’Irlande et fait embarquer Marie Stuart à Dumbarton dans l’estuaire de la Clyde pour gagner Morlaix. En 1551, il tente en vain, depuis Malte, de défendre Tripoli contre les Turcs. Rentré en France, il est nommé en 1553 vice-amiral de Bretagne après ses campagnes en Hongrie et au Piémont.

### La France Antarctique et le Brésil

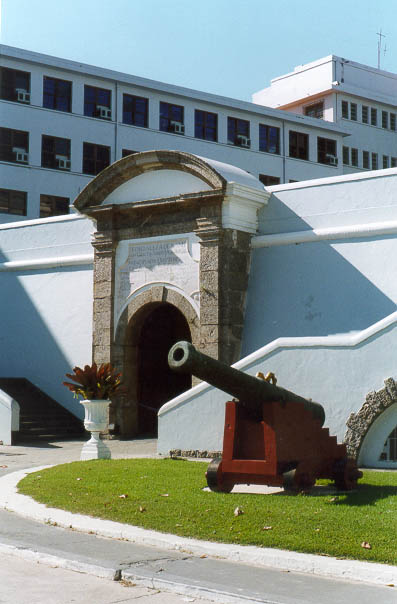
Porte principale du fort Coligny sur l’île Villegaignon.

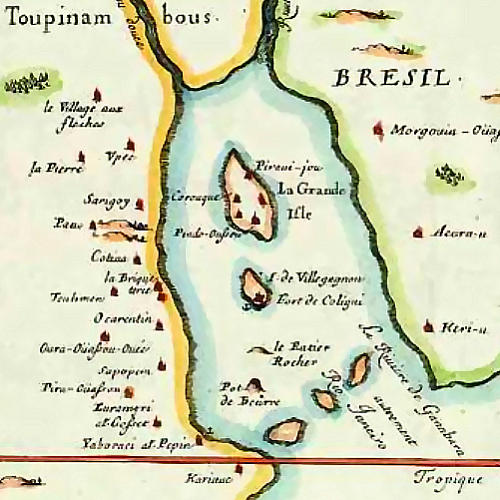
Carte de la France Antarctique.

Il reçoit en 1554 le commandement de la flotte mise par Henri II à la disposition de Gaspard II de Coligny pour installer une colonie au Brésil où les protestants français pourraient exercer librement leur religion.
Il part du Havre le 14 août 1555,, piloté par le capitaine de navire Nicolas Barré, sur deux navires chargés de 600 marins et passagers. Il a avec lui son neveu et adjoint Legendre de Boissy, seigneur de Bois-le-Comte. Il arrive dans la baie de Guanabara, le 10 novembre, et débarque dans l’île de Serigipe, qui porte aujourd’hui son nom, où il fait élever le fort Coligny, voulant appeler Henryville la bourgade qu’il compte créer sur la terre ferme, sur la côte qu’il nomme la « France antarctique ». Mais le ravitaillement s’épuise vite et une conspiration est montée contre lui. Celle-ci étant découverte à temps, les conspirateurs se réfugient parmi les Indiens et les montent contre les Français, qui partent chercher du renfort en Europe.[réf. souhaitée]
Des protestants de Genève débarquent alors à Fort Coligny, le 7 mars 1557. Catholiques et protestants ne tardent pas à s’opposer, et les derniers, dirigés par Philippe de Corguilleray, avec deux pasteurs, Pierre Richer et Guillaume Chartier, s’installent fin octobre 1557 sur la terre ferme en un lieu appelé la Briqueterie où s’étaient déjà établis d’autres Français dissidents. Controversé, Villegagnon quitte fort Coligny pour la France en 1559. En 1560, le fort Coligny est attaqué par les Portugais et les Français qui l’occupent en sont chassés. Réfugiés dans les forêts environnantes où ils s’installent avec les Indiens, ils parviennent à maintenir une relation commerciale avec la France jusque vers 1567, période à laquelle les Portugais se décident à une occupation véritable de la région. Aujourd’hui appelée Ilha Villegaignon, cette île est le site de l’École navale brésilienne.
Le récit de l’expédition a été écrit en 1578 par l’un de ses membres, le cordonnier puis étudiant en théologie Jean de Léry : Histoire d’un voyage faict en la terre du Brésil.

### Fin de carrière
Le 15 février 1550, Nicolas Durand de Villegagnon devient le seigneur du domaine de Torcy par don du roi Henri II pour le rembourser des travaux de fortifications du château de Ponteflures du marquisat de Montferrat.
De retour en France, Villegagnon poursuit sa polémique avec les calvinistes et prend part aux guerres de Religion dans le camp catholique. Il fut notamment blessé au siège de Rouen en 1562.
Nommé gouverneur de Sens en 1567, Il meurt, quatre ans plus tard, dans la commanderie hospitalière de Beauvais-en-Gâtinais.

## Littérature
Jean-Christophe Rufin s’inspire de l’expédition de Villegagnon au Brésil pour son roman Rouge Brésil, prix Goncourt 2001.

### Sources et bibliographie
- (la) De bello Melitensi, & eius euentu Francis imposito, ad Carolû Cæsarem V. Nicolai Villagagnonis Commentarius, Parisiis, Apud Carolum Stephanû, 1553, 30 p. (lire en ligne)Édition originale du texte latin. Elle a été publiée en même temps que la version française, également chez Charles Estienne, afin d’avoir la diffusion la plus large dans la Chrétienté. Il fait le récit de la guerre de Malte en 1551 et de la prise par les Turcs de l’île et de Tripoli qu’il avait été secourir à la demande des chevaliers de l’ordre de Saint-Jean de Jérusalem. Les Impériaux rendaient les Français coresponsables du sac de Gozo, une île près de Malte, et de la perte de Tripoli. Il est témoin des graves défaites subies par l’ordre de Saint-Jean de Jérusalem en 1551, en rejette la responsabilité sur le Grand Maître et sur les éléments espagnols de la garnison de Tripoli. Il disculpe les Français, en particulier l’ambassadeur d’Aramon, le gouverneur Vallier et lui-même.
- Jean-Pierre Niceron, Mémoires pour servir à l'histoire des hommes illustres, chez Briasson, Paris, 1733, tome 22, p. 306-325 (lire en ligne)
- Mickaël Augeron, « Célébrer les Martyrs de la Guanabara : Rio de Janeiro, lieu de mémoire pour les communautés presbytériennes du Brésil », Les huguenots et l’Atlantique, vol. 2 : Fidélités, racines et mémoires, dans Mickaël Augeron, Didier Poton et Bertrand Van Ruymbeke, dir., Paris, Les Indes savantes, 2012, p. 404-419.
- Serge Elmalan, Nicolas de Villegagnon ou l’utopie tropicale, Paris, Éditions Favre, 2002, 304 p., 24 cm (ISBN 978-2-8289-0700-6, lire en ligne).
- Arthur Heulhard, Villegagnon roi d’Amérique : un homme de mer au XVIe siècle (1510-1572), Paris, Ernest Leroux, 1897 (lire en ligne).
- Frank Lestringant, « Tristes tropistes : Du Brésil à la France, une controverse à l’aube des guerres de religion », Revue de l’histoire des religions,‎ 1985 (lire en ligne).
- Louis-Henri Parias (4 volumes), Histoire universelle des explorations, t. 2, Paris, Nouvelle Librairie de France, 1959 (lire en ligne), p. 348.
- Léonce Peillard, Villegagnon : vice-amiral de Bretagne, vice-roi du Brésil, Paris, Perrin, 1991, 259 p., 23 cm (ISBN 978-2-262-00814-7, lire en ligne).
- Philippe Valode, Les grands explorateurs français : de Jacques Cartier à nos jours, Paris, L’Archipel, 2008, 212 p. (ISBN 978-2-8098-0108-8, lire en ligne), p. 25-30.
- Thierry Wanegffelen, « Rio ou la vraie Réforme : La « France Antarctique » de Nicolas Durand de Villegagnon entre Genève et Rome », « Aux temps modernes : naissance du Brésil », actes du colloque franco-brésilien de l’Université de Paris IV-Sorbonne les 4 et 5 mars 1997, Paris, Presses de l’Université de Paris-Sorbonne,‎ 1998, p. 161-175 (lire en ligne).